# Brens (Ain)
Brens è un comune francese di 1 107 abitanti situato nel dipartimento dell'Ain della regione Alvernia-Rodano-Alpi.

## Società

### Evoluzione demografica
Abitanti censiti